# Corralejo
Corralejo [koraˈlexo] ist ein Ort in der Gemeinde La Oliva, an der Nordspitze der Kanarischen Insel Fuerteventura, etwa 40 Kilometer nördlich des internationalen Flughafens gelegen.

## Geschichte
Gegenüber der Insel Lobos gelegen, war Corralejo im 17. Jahrhundert ein Piraten- und Schmugglerhafen. Steuern und Zölle für den Import von Nahrungsmitteln (Ziegen, Getreide, Käse) wurden durch Schmuggel umgangen. Die Inselregierung war damals in Betancuria, fern genug, um gegen diese Geschäfte machtlos zu sein.
Ab den 1950er-Jahren gab es Landverkäufe an ausländische Tourismusunternehmen (Belgier, Niederländer und Deutsche), so entstanden Appartementanlagen und Hotels.
Mitte der 1970er-Jahre entstanden südlich von Corralejo zwei große Hotelgebäude (RIU Tres Islas und Riu Oliva Beach) mittig des später erklärten Dünengebietes Parque Natural de Corralejo. Nach der Umwidmung zum Naturpark durften keine weiteren Hotelkomplexe südlich der Ortsbebauung errichtet werden.
Heute ist Corralejo in erster Linie ein Touristenort, auch begünstigt durch regelmäßige Fährverbindungen, zur etwa acht Kilometer entfernten Nachbarinsel Lanzarote. Hier konzentriert sich zunehmend die Tourismusindustrie des nördlichen Teils der Insel.

## Region
Südlich von Corralejo erstreckt sich das Dünengebiet des Nationalparks auf etwa elf Kilometern Länge. Seeseitig grenzen die Dünen an kleinere und auch lang gestreckte Strände mit feinem weißen Sand. Die Strände von Corralejo enden im Meer meist mit steinigem Grund. Im Südwesten des Dorfes befinden sich einige gut erhaltene Vulkankrater. Die Volcanes de Bayuyo, zu denen auch der Calderón Hondo gehört, sind über einen teilweise befestigten Wanderweg erschlossen.

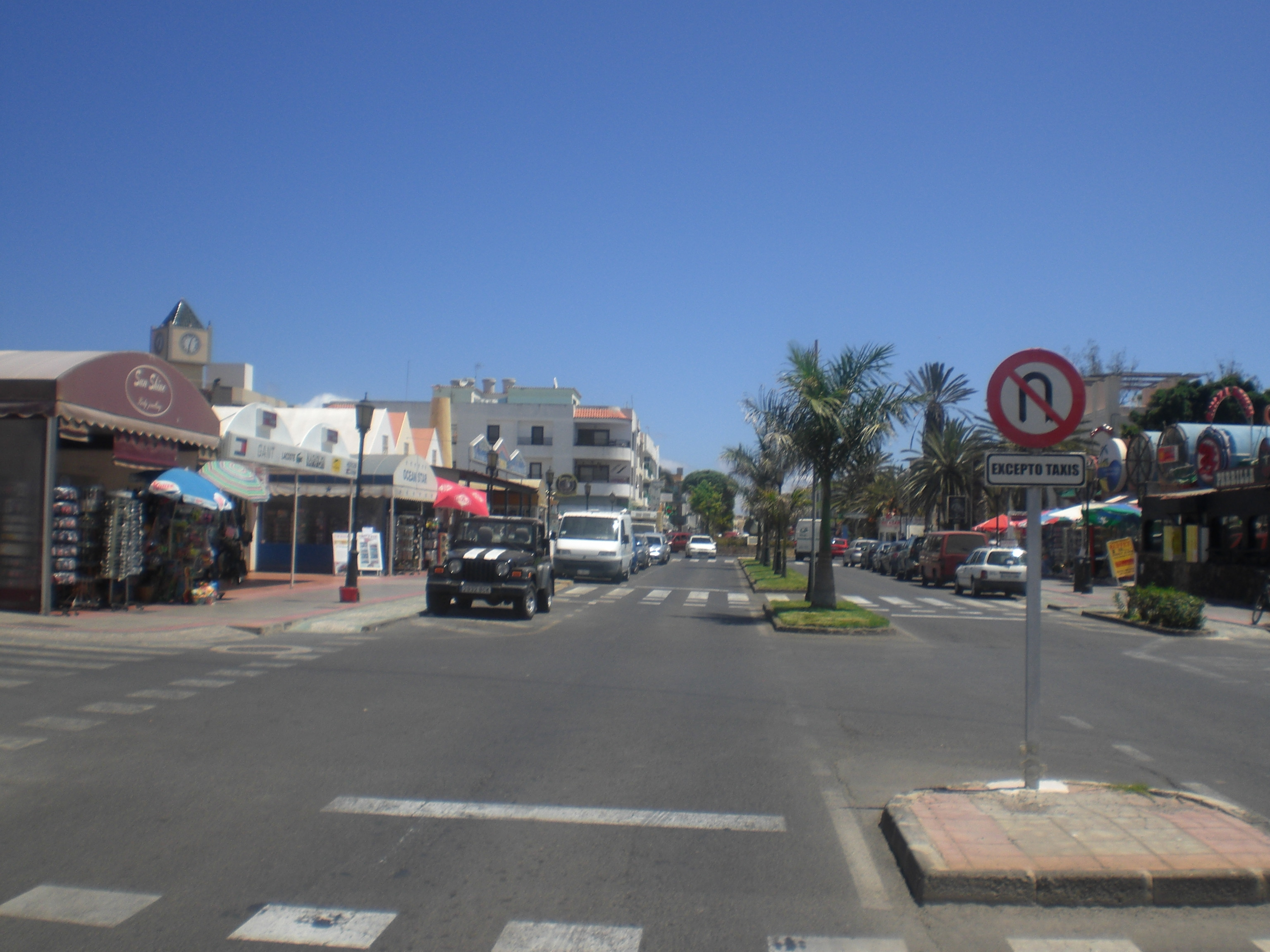
Eine Hauptstraße von Corralejo
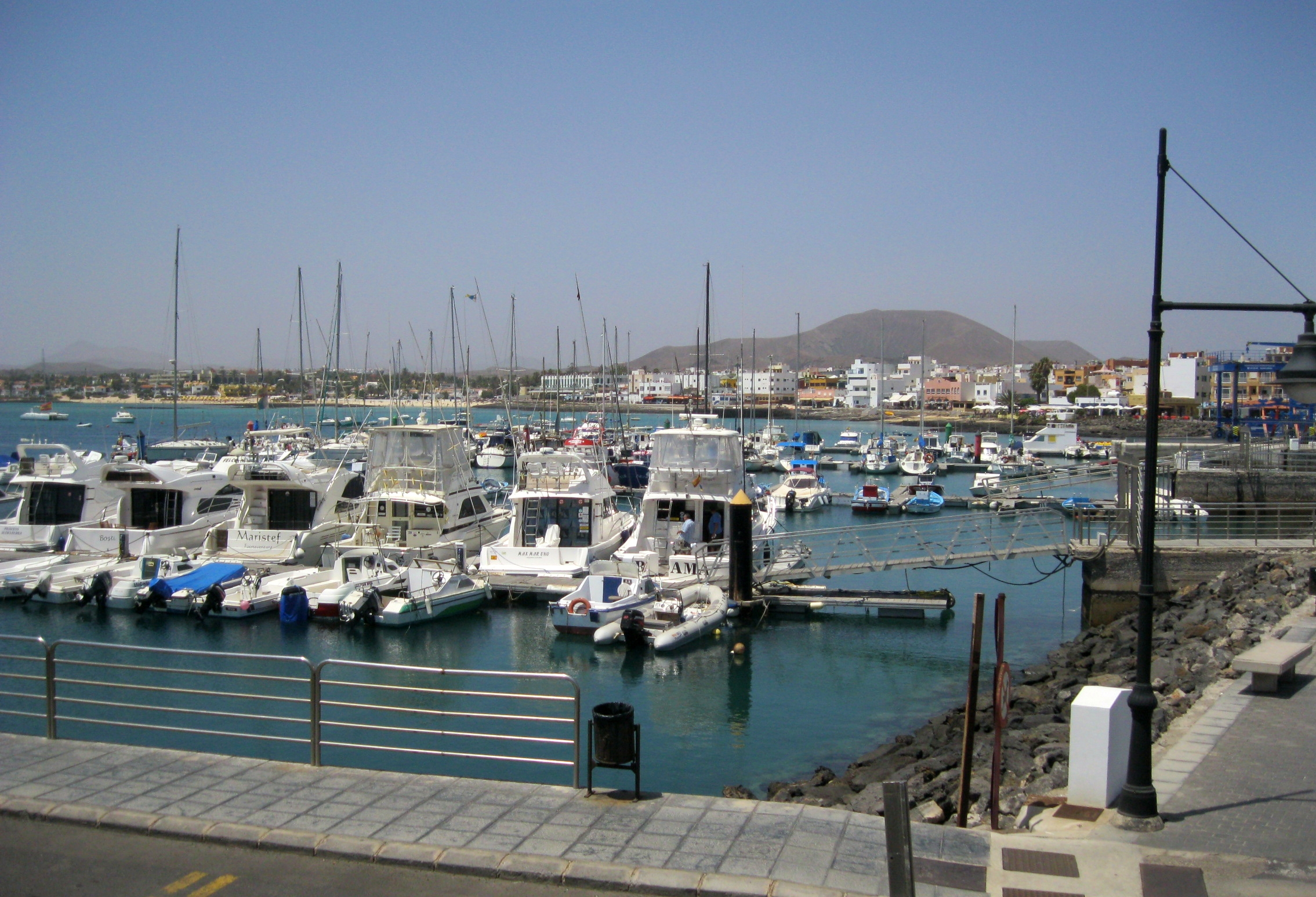
Hafen, im Hintergrund der Stadtstrand
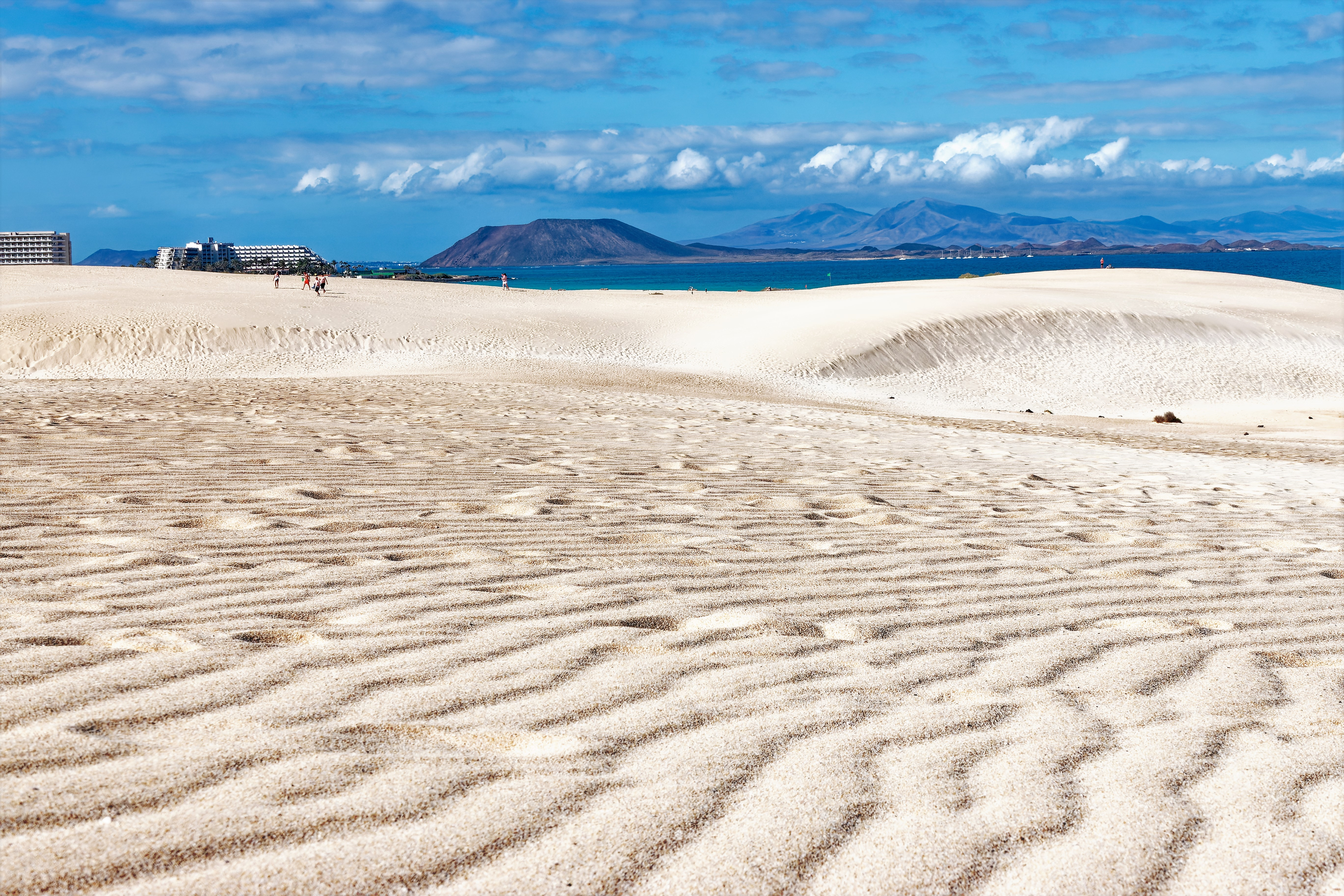
Dünenlandschaft im Parque Natural de Corralejo
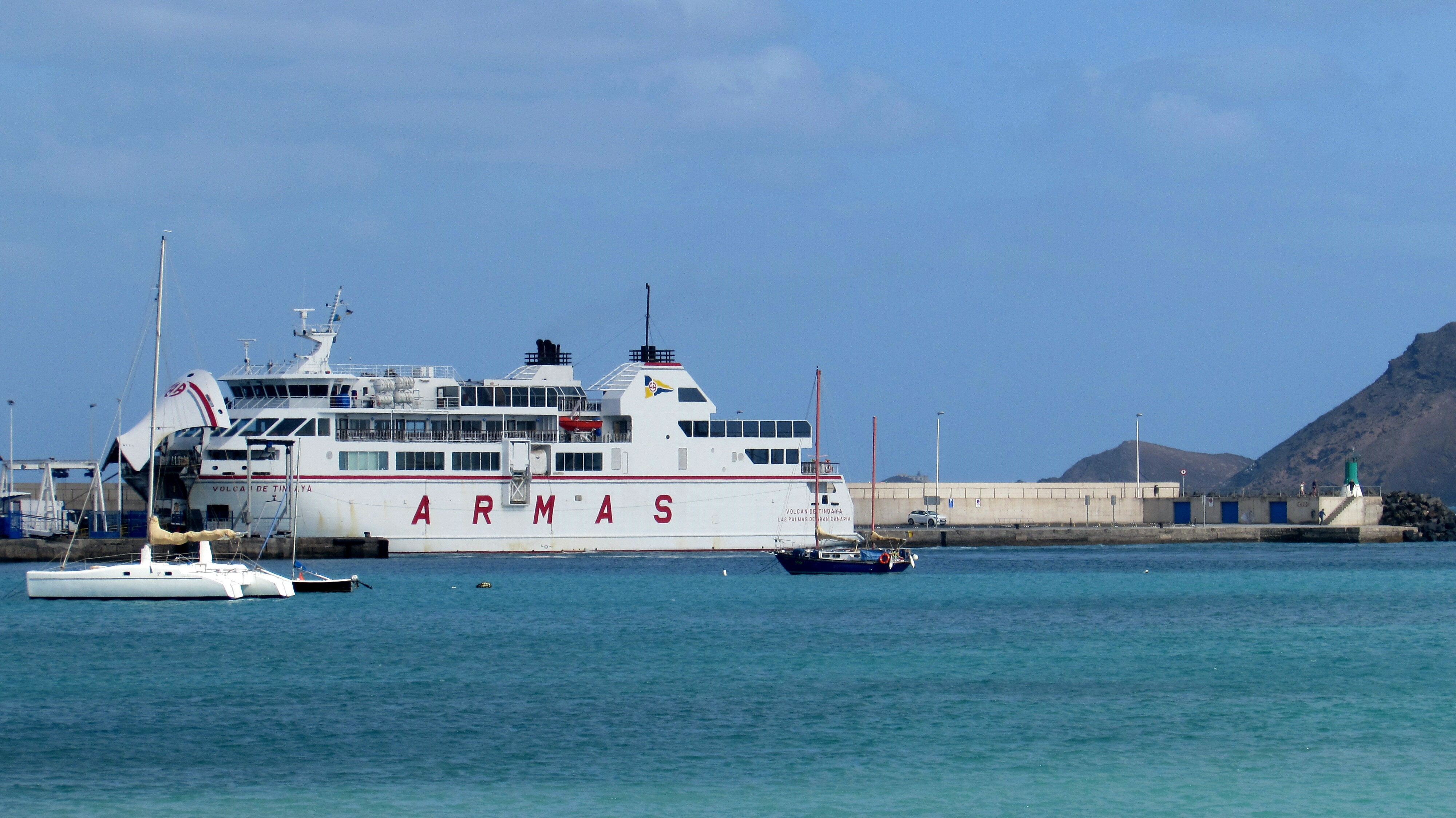
Fähre nach Lanzarote

## Wirtschaft
Hauptwirtschaftszweig ist heute der Tourismus (z. B. Hotels, Appartementanlagen, Restaurants, Reiseunternehmen), der weiter wächst. Die Landwirtschaft ist von untergeordneter Bedeutung und besteht hauptsächlich aus Ziegenhaltung und Käserei.